# Folke K. Skoog
Folke Karl Skoog (15. července 1908 Halland – 15. února 2001 Madison) byl americký rostlinný fyziolog švédského původu, který byl průkopníkem v oblasti regulátorů růstu rostlin, zejména cytokininů. Skoog obdržel roku 1991 Národní medaili vědy.

## Život a kariéra
Skoog se narodil ve švédském Hallandu. Do Spojených států emigroval během cesty do Kalifornie v roce 1925 a jako občan byl naturalizován téměř až o deset let později. Během letních olympijských her 1932 soutěžil a skončil na šestém místě v běhu na 1500 metrů. V roce 1936 získal doktorát z biologie od Kalifornského technologického institutu za svou práci s auxiny, rostlinnými hormony.
Skoog byl studentem Dennise Roberta Hoaglanda a jeho profesní kariéra významně pokročila příchodem na University of Wisconsin–Madison v roce 1947. Cytokin kinetin objevený roku 1954 Carlosem Millerem, 6-benzylaminopurin a další rostlinné hormony byly později syntetizovány právě ve Skoogově laboratoři.
V roce 1962 publikovali Skoog a Toshio Murashige jednu z nejznámějších publikací na poli rostlinných tkáňových kultur; v neúspěšném pokusu objevit dosud neznámý regulátor růstu rostlin v tabákové šťávě pro svou disertační práci, Murashige a Skoog namísto toho vyvinuli výrazně vylepšený solný základ pro tkáňovou kulturu tabáku, nyní označovaný jako Murashige a Skoog médium. Tato publikace (Murashige, T. a Skoog, F. (1962)) A revised medium for rapid growth and bioassays with tobacco tissue cultures. Physiol Plant 18: 100-127) je v současné době jedním z nejčastěji citovaných článků na poli rostlinné biologie. V současné době,[kdy?] téměř 60 let po publikaci onoho článku, zůstává MS médium i nadále nezbytnou součástí většiny tkáňových kultur rostlin.
V roce 1970 byl Skoog zvolen za zahraničního člena Královské švédské akademie věd.